# Seyssinet-Pariset
Seyssinet-Pariset település Franciaországban, Isère megyében. Lakosainak száma 11 784 fő (2022. január 1.). Seyssinet-Pariset Engins, Fontaine, Grenoble, Saint-Nizier-du-Moucherotte és Seyssins községekkel határos.

## Népesség
A település népessége az elmúlt években az alábbi módon változott:
| Lakosok száma | 10 869 | 12 893 | 13 241 | 12 826 | 12 156 | 12 264 | 12 013 | 11 891 | 11 792 | 11 784 |
|               | 1968   | 1982   | 1990   | 2006   | 2013   | 2015   | 2017   | 2019   | 2020   | 2022   |